# Instrumentos musicales del Barroco

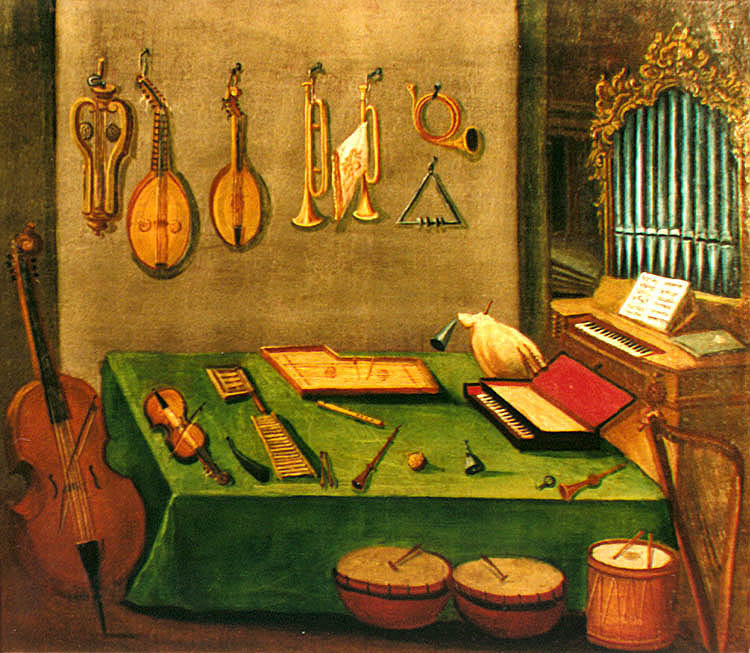
Dibujo de los instrumentos musicales del de la escuela Zlatá Koruna (cerca de Český Krumlov).

Se les llama instrumentos musicales del Barroco a los utilizados para la interpretación de la música culta occidental en el periodo Barroco, esto es, aproximadamente entre 1600 y 1750.
El Barroco fue una época de esplendor para muchos instrumentos, como por ejemplo el violín, el clavecín y el órgano; se cultivó intensamente la música de cámara para grupos instrumentales.
También aparecen intérpretes virtuosos que por su gran destreza técnica explotan al máximo el instrumento, como Johann Sebastian Bach y Dietrich Buxtehude en el caso del órgano; Domenico Scarlatti, Jean Philipe Rameau y François Couperin al clavecín; Gottfried Reiche (1660-1734) a la trompeta; y Antonio Vivaldi, Arcangelo Corelli y Giuseppe Torelli en el violín.
En esta época, el clavecín, el órgano, la viola da gamba y el laúd vivieron su gran época dorada a nivel técnico, interpretativo y compositivo. La etapa final del Barroco (1700-1750) será el cenit y el ocaso del clavecín y la viola da gamba que en la segunda mitad del siglo XVIII caerán en el olvido y quedarán totalmente relegados, ya en la época clásica, por sus descendientes, el violín, el violonchelo y el pianoforte.
El laúd, el instrumento renacentista por excelencia, cayó en el olvido ya por 1690-1700, desplazado por la guitarra y el clavecín. También en esta época se inventó el piano

## El órgano (instrumento)
El órgano tuvo ilustres exponentes en toda Europa en el principio del período, donde su música empieza a conocer su edad dorada por su destacable calidad.
En la primera mitad del siglo XVII, los compositores más destacados son:
- Jan Pieterszoon Sweelinck en Holanda
- Girolamo Frescobaldi en Italia
- Samuel Schein H. Schiedermann en Alemania
- Correa de Arauxo en España y
- Jean Titelouze (1563-1633) en Francia.

Hacia 1650, el órgano entra en decadencia en Italia y en los Países Bajos, donde el instrumento no conocerá más compositores de talla internacional.
En la segunda mitad del siglo XVII, los compositores más destacados son:
- Dietrich Buxtehude (1632-1707), que es el más notable en esta generación,
- Johann Pachelbel (1653-1705)
- Georg Böhm (1661-1733)
- Johann Caspar Ferdinand Fischer (c. 1665-1746) y
- J. A. Reincken (1623-1722) en Alemania
- François Couperin (1668-1733) en Francia
- Henry Purcell (1659-95) en Inglaterra, y
- Juan Cabanilles (1640-1712) en España.

A partir de 1710-20, el órgano también entra en decadencia en Francia, por lo que en la última etapa del Barroco no habrá en ese país ningún compositor notable.
En la primera mitad del siglo XVIII, la última etapa del Barroco, el órgano vivirá su máximo esplendor en Alemania para después iniciar su decadencia a partir de 1750 a nivel general. En Alemania J. S. Bach (1685-1750) representa el máximo apogeo del órgano barroco, donde la Toccata y fuga en re menor BWV 565 (1708) es la más famosa y conocida obra para este instrumento.
Son notables Antonio Soler (1728-83) en España y en Inglaterra, desde 1712 G.F. Händel (1685-1759), William Boyce y Cristan Arne, los tres por el concierto para órgano solista y cuerda.

## El clavecín
Jean Philippe Rameau, François Couperin, Johann Sebastian Bach, Georg Friedrich Händel y Domenico Scarlatti son los más destacables en el ámbito del clavecín de la primera mitad del siglo XVIII, donde representan el máximo apogeo de la música clavecinística barroca.
Rameau y Couperin son los más altos exponentes de la escuela francesa. Cabe mencionar los 4 libros de órdenes (1713, 1717, 1722 y 1730) de Couperin y los libros de suites (1706, 1724 y 1728) de Rameau, que es la cumbre de la música barroca francesa para teclado.
Domenico Scarlatti es el más destacado representante de la música italo-española para teclado, en especial por sus 555 sonatas, compuestas en la península ibérica, que exprimen las posibilidades del instrumento creando una obra variada, rica y compleja que destaca por el alcance de la modulación y un cromatismo que se percibe en las tonalidades y ritmos, influidos por la música popular española.
El alemán Händel es el máximo exponente del Barroco inglés para teclado. Destacan entre su obra las 8 grandes Suites (1720), una de las cumbres de la suite para teclado.
J. S. Bach es quizá el compositor más destacado de todo el período, donde sus obras El clave bien temperado (BWV 846-893), las Variaciones Goldberg (BWV 988) y El arte de la fuga son un antes y un después de la música de teclado en general y la cima de la literatura clavecinística barroca. Bach, aunque en su época no fue muy reconocido, dejó tras de sí un gran repertorio de preludios con fugas de suma importancia.